# Topol (Słowenia)
Topol – wieś w Słowenii, w gminie Bloke. W 2018 roku liczyła 53 mieszkańców.